# Kim Jŏng Im
Kim Jŏng Im, również Kim Jong Im (kor. 김정임) – północnokoreańska polityk. Ze względu na przynależność do najważniejszych gremiów politycznych Korei Północnej, uznawana za członkinię elity władzy KRLD. Jedna z niewielu kobiet (między innymi obok Kim Kyŏng Hŭi, Kim Rak Hŭi, Han Kwang Bok czy Kim Kyŏng Ok), pełniących najwyższe funkcje w aparacie władzy Korei Północnej.

## Kariera
Niewiele wiadomo na temat wykształcenia Kim Jŏng Im, a także przebiegu jej kariery politycznej przed 1985 rokiem, kiedy to została wicedyrektorką Instytutu Badań nad Historią Partii, formalnie stanowiącego jednostkę organizacyjną Komitetu Centralnego Partii Pracy Korei. Od grudnia 2009 jest szefową Instytutu (poprzednik: Kim Ki Nam). Na mocy postanowień 3. Konferencji Partii Pracy Korei 28 września 2010 roku Kim Jŏng Im po raz pierwszy zasiadła w samym Komitecie Centralnym.
Deputowana Najwyższego Zgromadzenia Ludowego KRLD, parlamentu KRLD w XII kadencji (tj. od marca 2009 roku).
Po śmierci Kim Dzong Ila w grudniu 2011 roku, Kim Jŏng Im znalazła się na wysokim, 41. miejscu w 233-osobowym Komitecie Żałobnym. Świadczyło to o formalnej i faktycznej przynależności Kim Jŏng Im do grona kierownictwa politycznego Koreańskiej Republiki Ludowo-Demokratycznej. Według specjalistów, miejsca na listach tego typu określały rangę polityka w hierarchii aparatu władzy.

## Odznaczenia
Odznaczona Orderem Kim Ir Sena (kwiecień 1992), ponadto dama Orderu Kim Dzong Ila (luty 2012).